# أيام زمان (فلم)
أيام زمان فيلم دراما مصري لعام 1963 من تأليف وإخراج يوسف وهبي. تدور الأحداث حول رفعت الذي قدم استقالته من عمله، وينصحه إسماعيل مفتش التموين أن يبحث عن تَوصية من الوزير لعدم حصوله سوى على علاوتين. الفيلم من بطولة يوسف وهبي وبرلنتي عبد الحميد.
صدر الفيلم لأول مرة في 25 مارس 1963.
منح موقع قاعدة بيانات الأفلام العربية «السينما.كوم» الفيلم درجة 5/ 10.

## أحداث الفيلم
يعيش مراقب التموين رفعت أسعد (يوسف وهبي) في قرية كوم الحنش مع زوجته آمال (عايدة كامل). الوقت هو أوائل عام 1952، ورفعت غاضب، وعازم على تقديم استقالته من العمل الحكومي حيث أنه حصل على دبلوم التجارة عام 1933، وخلال مشوار عمله الحكومي حصل على زيادة طفيفة في راتبه ليصبح 18 جنيه فقط، وهذا لا يكاد يسد احتياجاته الضرورية، بينما زملاء دراسته من أصحاب الصلات القوية بأهل المراتب العالية والسلطة يتمتعون بالمميزات كلها. يخرج من بيته غاضباً، ويصل إلى زوجته آمال خطاب من أسرتها بالقاهرة ومرفق به حوالة بريدية بمبلغ بسيط. تصل السيدة الريفية عزيزة (فتحية على) إلى بيت آمال لتبلغها أن ولدها محسن قد تم تعيينه بوزارة الأشغال، وأنه لم يحصل على هذه الوظيفة إلا بعد أن قام برشوة موظف كبير بالوزارة. يعود رفعت غاضباً بعد أن القى باستقالته لمفتش التموين الذي جاء إلى قرية كوم الحنش للتفتيش، ويسارع هذا المفتش إلى بيت رفعت ليقدم نفسه، فهو إسماعيل شافعي (رشدي المهدي) زميل رفعت في الدراسة الذي استاء من خطاب استقالة رفعت، وحضر ليقنعه بالعدول عن قرار الاستقالة. يروي إسماعيل لصديقه القديم قصة موظف اصطحب صديقته الجميلة إلى حيث كان رئيسه في العمل، وقدمها له على أنها زوجته، وعندما تواعد هذا الرئيس مع الزوجة المزيفة سراً حصل الموظف على كل الامتيازات، ويستاء رفعت من تلك القصة. تطرق باب بيت رفعت سيدة جميلة وتقول أنها لمحت إسماعيل يدخل هذا البيت فلحقت به، إنها الراقصة فيفي (برلنتي عبد الحميد) صديقة إسماعيل القديمة التي تزوجت من صديق آخر لتحاول الهروب من حياة الليل لكن هذا الزوج طلقها ويريد إخراجها من بيتها، بينما هي تريد أخذ مفروشات البيت، وترجو أن يساعدها إسماعيل في التوسط لدى الصديق المشترك، وتغادر بعد أن تحصل على وعد من إسماعيل بالمساعدة.
تقع حادثة سيارة تصدم بقرة لأحد مزارعين كوم الحنش أمام منزل رفعت، ويتضح أن سائق السيارة هو عزت باشا (نظيم شعراوي) وكيل وزارة التموين، ويسارع إسماعيل ورفعت بإستضافة عزت باشا في بيت رفعت. ينصح إسماعيل صديقه بانتهاز الفرصة للحصول على ترقية وزيادة في الراتب، ويقترح إرسال الزوجة آمال لبيت الراقصة فيفي، مدعياً أنها قريبة إسماعيل لإخلاء البيت لان عزت باشا سيقضي الليل في ضيافة رفعت، واستدعاء الراقصة المعتزلة فيفي لتأخذ دور الزوجة التي توقع الباشا في حبائلها. يثور رفعت ويرفض ويقرر انها لعبة قذرة، ولكن مع ضغوط إسماعيل يقبل تمثيل الخطة. يترك إسماعيل الراقصة فيفي مع رفعت للتدريب على الخطة، وعندما يحضر عزت باشا تستقبله الزوجة المزيفة، وينجذب الباشا للزوجة الجميلة وتعده بأن تصبح عشيقته عندما يقوم بتوقع قرار نقل زوجها المزيف رفعت. يحاول عزت احتضان فيفي، ويحضر رفعت لتنهار الخطة عندما يثور الزوج على عشيق زوجته المزيفة ويطرده من البيت، بينما الباشا يتوعده بالانتقام. تقضي آمال ليلتها في بيت فيفي، ويفاجئها عزت باشا بالطرق على بابها معتقداً انه بيت فيفي قريبة إسماعيل. يحاول الباشا التقرب من آمال، ولكن فيفي تعود لبيتها وتتخلص من آمال لتستولي على أعجاب الباشا وتتأكد من تسامحه مع زوجها المزيف رفعت.
يحتفل إسماعيل بتعيينه سكرتيراً لوكيل الوزارة، ويأتي رفعت الذي يخبره بفرحة أهالي كوم الحنش، وقدومهم لبيت رفعت لتقديم هدايا بعد علمهم بقبول عزت باشا للعشاء والمبيت في بيت رفعت. يتعين رفعت مساعداً لإسماعيل أثناء فترة من توتر الأحداث السياسية وتغيير رئيس الوزراء من نجيب الهلالي إلى بهي الدين بركات، إلى علي ماهر.
تحضر فيقي لمقابلة عزت باشا في مكتبة بينما كان إسماعيل يسخر من رفعت الذي يتعالى عليه ويحدثه عن الأخلاق والمثل العليا، مما يدعو إسماعيل للتصريح لرفعت بأن زوجته هي من قضت الليل مع عزت باشا. يهاجم رفعت مكتب عزت ليجد فيفي بين أحضانه ويصرخ مستدعياً الجميع لفضح الباشا، وفي هذه الأثناء يدخل موظفاً ليعلن قيام حركة الضباط، ويفرح رفعت بذلك وأن دولة الفساد قد انهارت.

## طاقم التمثيل
- يوسف وهبي: في دور رفعت أسعد (مراقب في وزارة التموين)

- برلنتي عبد الحميد: في دور فيفي (راقصة معتزلة)

- عايدة كامل: في دور آمال (زوجة رفعت)

- رشدي المهدي: في دور إسماعيل شافعي (مفتش التموين وصديق رفعت)

- نظيم شعراوي: في دور عزت باشا (وكيل وزارة التموين)

- فتحية عبد الغني: في دور خادمة فيفي

- عبد الحميد بدوي: في دور عمدة القرية

- كوثر رمزي: في دور خادمة آمال ورفعت

- فتحية علي: في دور عزيزة

- محمود لطفي: في دور شكري أفندي (كاتب بوزارة التموين)

بالاشتراك مع: أنور إسماعيل – منير التوني – عبد المنعم عبد الرحمن – مصطفى شريف – محمد أباظة – وهبة حسب الله – كمال عباس – أشجان – حسني كلود.
تشير عناوين الفيلم إلى أن طاقم التمثيل هو فرقة يوسف وهبي، وأن الفيلم هو «مسرحية مصورة»، وكان الفيلم هو أول ظهور للممثل أنور إسماعيل.

## روابط خارجية
- مقالات تستعمل روابط فنية بلا صلة مع ويكي بيانات
- أيام زمان على موقع دهليز
- أيام زمان على موقع شباب مصر
- أيام زمان على موقع كاروهات
- أيام زمان على موقع يوتيوب
- أيام زمان على موقع ويكي مصر